# Andy McCulloch
Andrew McCulloch (Bournemouth, 19 november 1945) is een Engels drummer en yachtmaster. Hij maakte deel uit van onder meer Fields, Greenslade en King Crimson.

## Jeugd
Andy McCulloch bracht een groot deel van zijn jeugd buiten het Verenigd Koninkrijk door — onder meer in Hiroshima. Na terugkeer in zijn geboortestad Bournemouth — rond zijn 18e — begon hij te drummen en werd hij lid van de locale band Shy Limbs. Hun opnames uit 1968 werden in 1969 op plaat uitgebracht.

## Bands
In het voorjaar van 1970 was McCulloch betrokken bij de opname van het album Manfred Mann Chapter Three, volume 2. In de herfst van datzelfde jaar werd hij lid van King Crimson, waar hij Michael Giles verving. McCulloch is te horen op Lizard. In 1971 richtte McCulloch samen met keyboardist Graham Field en zanger-bassist Alan Barry de band Fields op. Na hun debuutalbum zag het vernieuwde management van hun platenmaatschappij geen brood meer in diens opvolger en de band ontmantelde zichzelf.
McCulloch sloot zich aan bij enkele andere prominente musici in de nieuwe supergroep Greenslade en bleef lid tot de band in 1975 werd opgeheven. In die periode heeft Greenslade vier albums uitgebracht. Nadien nam McCulloch nog enkele nummers op met gitarist Anthony Phillips (ex-Genesis).
De stijl van McCulloch kenmerkt zich door de destijds vrij ongebruikelijke dubbele bassdrum, zijn extravagante techniek en jazz-invloeden.

## Zeilen
Rond 1980 verliet McCulloch de muziekscene. Hij werd zeiler en zeilinstructeur in het Middellandse Zee-gebied.

## Discografie
- Lizard - King Crimson (1970)
- Fields - Fields (1971)
- Greenslade - Greenslade (1972)
- Bedside manners are extra - Greenslade (1973)
- Spyglass Guest - Greenslade (1974)
- Time and tide - Greenslade (1975)
- Contrasts Urban Roar To Country Peace - Fields (2015; opgenomen in 1972)

- Bibliothèque nationale de France: cb13496728w (data)
- International Standard Name Identifier: 0000 0000 8333 011X
- Library of Congress Control Number: no2018170596
- MusicBrainz: bc81f989-a353-4772-8be6-188b14fd1dd4
- Nationale Bibliotheek van Israël: 987007404273905171
- Nederlandse Thesaurus van Auteursnamen: 071691286
- Système universitaire de documentation: 050422537
- Virtual International Authority File: 29687518